# Theódór Bjarnason
Theódór Elmar Bjarnason (ur. 4 marca 1987 w Reykjavíku) – islandzki piłkarz występujący na pozycji bocznego pomocnika. Zawodnik klubu Aarhus GF.

## Kariera klubowa
Bjarnason karierę rozpoczynał jako junior w klubie Reykjavíkur. Sezon 2003 spędził w rezerwach norweskiego Startu, a po jego zakończeniu wrócił do KR Reykjavík. W sezonie 2004 rozegrał tam 10 spotkań w Úrvalsdeild. W 2004 roku przeszedł do szkockiego Celticu. Po przyjściu został włączony do jego rezerw. W pierwszej drużynie Celticu zadebiutował 20 maja 2007 roku w przegranym 1:2 meczu Scottish Premier League z Hibernianem. Było to jednak jedyne spotkanie rozegrane przez niego w barwach Celticu.
W styczniu 2008 roku odszedł do norweskiego Lyn Fotball. W Tippeligaen zadebiutował 31 marca 2008 w przegranym 1:2 pojedynku z Rosenborgiem Trondheim. 20 kwietnia 2008 roku w przegranym 1:2 spotkaniu ze Strømsgodset IF strzelił pierwszego gola w Tippeligaen. W Lyn grał przez półtora roku.
W lipcu 2009 roku Bjarnason podpisał kontrakt ze szwedzkim IFK Göteborg. W Allsvenskan pierwszy mecz zaliczył 2 sierpnia 2009 roku przeciwko BK Häcken (2:2). W tym samym roku wywalczył z zespołem wicemistrzostwo Szwecji, a także wystąpił z nim w finale Pucharu Szwecji, gdzie Göteborg przegrał jednak z AIK Solną. 6 maja 2010 roku w wygranym 4:0 pojedynku z AIK Solną Bjarnason zdobył pierwszą bramkę w Allsvenskan.
W latach 2012–2015 Bjarnason grał w Randers FC. W 2015 przeszedł do Aarhus GF.

## Kariera reprezentacyjna
Bjarnason jest byłym reprezentantem Islandii U-17, U-19 oraz U-21. W pierwszej reprezentacji Islandii zadebiutował 2 czerwca 2007 roku w zremisowanym 1:1 meczu eliminacji Mistrzostw Europy 2008 z Liechtensteinem.